# Marica Buratović
Marica Buratović (Zastražišće, 15. srpnja 1943.) hrvatska je pjesnikinja.

## Životopis
Rođena je u Zastražišću, 15. srpnja 1943. godine. Radila je kao učiteljica na otoku Hvaru. Članica je Društva hrvatskih književnika. Dobitnica je Osobne nagrade Grada Staroga Grada za 2020. godinu.

## Djela
- „Škrok u sarce”, Split, 2003.
- „Vijezi”, Stari Grad, 2004.
- „Starogrojski paprenjoki”, Stari Grad, 2006.
- „Vrijeme od Božića na otoku Hvaru”, Stari Grad, 2009., 2010.
- „Medajuni”, Stari Grad, 2011.
- „Zvona moga škoja”, Hvar, 2019.
- „Maslini jazikon matere”, Jelsa 2020.
- „Divertimjenti i lavuri kroz godišće na Hvoru”, Jelsa 2021.

### Mrežna sjedišta
- Marica Buratović. Društvo hrvatskih književnika. Inačica izvorne stranice arhivirana 14. siječnja 2025. Pristupljeno 21. siječnja 2025.